# Goiești-i fatemplom
A goiești-i fatemplom műemlék Romániában, Fehér megyében. A romániai műemlékek jegyzékében az AB-II-m-A-00232 sorszámon szerepel.